# Микрорайон (КНР)
Микрорайон (кит. упр. 社区, пиньинь shèqū), также называется жилой блок или жилой квартал (кит. упр. 小区, пиньинь xiǎoqū) или соседство (кит. упр. 居民区, пиньинь jūmínqū) или жилое сообщество (кит. упр. 居住区, пиньинь jūzhùqū), — административно-территориальная единица четвертого, низшего уровня административного деления Китайской Народной Республики. Каждый микрорайон имеет комитет микрорайона, комитет соседства или комитет жителей (кит. упр. 社区居民委员会, пиньинь shèqū jūmín wěiyuánhuì) и каждый комитет управляется жителями данного микрорайона.